# 山岡由実
山岡 由実（やまおか ゆみ、1983年3月3日 - ）は、滋賀県出身の女性ファッションモデル、女優、タレント。テンカラットに所属していた。現事務所は株式会社スウィッチ。

## 人物・来歴
- 弟が1人いる[1]。
- 2008年に同じくモデルの大西汐佳と女性デュオ「Yummy Yukking」を結成した。
- 自身の34歳のお誕生日である2017年3月3日、ブログで結婚を発表した。相手の詳細は明らかにしていないが、10年交際してきた同じ30代の男性としていた[2]。同年12月に第一子を出産し[3]。、2022年12月に第二子となる女児を出産している[4]。

## 出演

### 雑誌
- PINKY（集英社）専属モデル

### 映画
- キャプテントキオ（2007年） - カンナ 役

### TV
- ライオン先生（2003年、日本テレビ系[5]） - 的場ひとみ 役
- ラストプレゼント 娘と生きる最後の夏（2004年、日本テレビ系）
- 特命係長 只野仁 3rdシーズン（2007年、テレビ朝日系） - 遠藤雅子 役
- 大好き!野天湯（2012年、旅チャンネル）

### CM
- ジョンソン・エンド・ジョンソン タイレノール（2004年）
- アサヒビール 旬果搾り（2005年）『春編』
- au　Hello Messenger（2005年）『デート篇』　妻夫木聡と共演
- コジマ（2006年）
- クレールコーポレーション（2007年）『赤い花畑』編 - 東海地区ローカル
- 24hコスメ（2012年） ウェイトレス役

### Web
- おは天（ウェザーニューズ）キャスター12期生（近畿地区担当）